# Ривз, Джейми
Джейми Ривз (род. 3 мая 1962 года в Шеффилде) — бывший британский стронгмен, реслер, вне спорта — шахтёр. Самый сильный человек в мире 1989 года, двукратный победитель World Muscle Power, также имел множество других титулов, включая Самый сильный человек Европы и Самый сильный человек Британии. После ухода со спорта он продолжал участвовать в силовой атлетике в качестве рефери, промоутера и тренера.

## Ранние годы
Ривз родился в 1962 году в Шеффилде, Йоркшир, вырос там же, учился в местной городской школе. В школе он занимался плаванием, был нападающим школьной футбольной команды, а также играл на позиции восьмого (стягивающего) регби, выиграл с командой кубок Йоркшира до 15 лет. Он выучился на сварщика, но покинул эту профессию, занявшись профессиональным спортом.

## Стронгмен
Когда Ривз увидел по BBC, как Билл Казмайер выиграл свой третий турнир World’s Strongest Man в 1982 году, он поставил себе за цель победу в турнире и начал тренироваться. К 1986 году он стал чемпионом Йоркшира и северо-востока в супертяжёлом весе. В дополнение к пауэрлифтингу он активно участвовал в силовой атлетике. В 1986 году выиграл Национальный чемпионат по тяганию грузовиков и в том же году занял второе место после Петра Треглоана на турнире Сильнейший человек Мидленда. В 1987 году он улучшил свой результат, выиграв титул сильнейшего человека Мидленда (первая из трёх побед подряд). В том же году он выиграл первый из трёх подряд турниров Самый сильный человек Йоркшира и выиграл турнир Сильнейший человек Англии. В 1988 году он получил титул Самый сильный человек в Восточной Британии и принял участие в турнире, организованном Джеффом Кейпсом и Дэвидом Вебстером с целью найти преемника покидавшему спорт Кейпсу. В том же году он выиграл титул самого сильного человека Британии. Он также побил 274-летний рекорд Тома Топэма, подняв в упряжке три бочки с пивом общим весом 845 кг.
Кульминацией этих выступлений стало приглашение на World’s Strongest Man 1988 года, где он занял третье место с первой попытки после Йоуна Паудля Сигмарссона и Билла Казмайера. В следующем году он выиграл турнир в Сан-Себастьяне, он показывал лучшие результаты в упражнениях, где нужен хороший хват. Следующие два турнира он пропустил из-за травмы и по возвращении в 1992 году он поделил второе место с Магнусом Вер Магнуссоном. На внутренней арене он продолжал выигрывать турниры по стронгмену и в итоге стал девятикратным сильнейшим человеком в Англии.
После ухода из спорта Ривз стал судьёй турниров для стронгменов и открыл собственный тренажёрный зал.

## Личные рекорды
- Присед: 362,5 кг
- Жим лёжа: 272,5 кг[3]
- Становая тяга: 367,5 кг